# Milan Majerský
Milan Majerský (ur. 12 maja 1971 w Lewoczy) – słowacki polityk, nauczyciel i samorządowiec, przewodniczący kraju preszowskiego oraz Ruchu Chrześcijańsko-Demokratycznego (KDH).

## Życiorys
Z wykształcenia pedagog, absolwent Uniwersytetu Preszowskiego (1997) i Uniwersytetu Katolickiego w Rużomberku (2005). Na tej drugiej uczelni doktoryzował się na wydziale pedagogicznym w 2016. Przez kilkanaście lat pracował jako nauczyciel w rodzinnej miejscowości. Od 2013 do 2015 był też dyrektorem katolickiego centrum pedagogiczno-katechetycznego.
Działacz Ruchu Chrześcijańsko-Demokratycznego, w 2016 objął stanowisko wiceprzewodniczącego partii. W latach 1998–2010 był radnym Lewoczy, od 2014 do 2017 sprawował urząd burmistrza. Od 2009 był radnym kraju preszowskiego, następnie w 2017 wybrano go na przewodniczącego tego kraju (reelekcja w 2022).
W sierpniu 2020, kilka miesięcy po drugiej z rzędu porażce KDH w wyborach parlamentarnych, został nowym przewodniczącym ugrupowania. Kierowana przez niego formacja w wyniku wyborów w 2023 powróciła do Rady Narodowej; Milan Majerský uzyskał wówczas mandat deputowanego.

## Życie prywatne
Dwukrotnie żonaty, w 2020 jego drugą żoną została polityk Miriam Lexmann.